# 富野荘駅
富野荘駅（とのしょうえき）は、京都府城陽市枇杷庄鹿背田（びわのしょうかせだ）にある、近畿日本鉄道（近鉄）京都線の駅。駅番号はB15。

## 歴史
- 1928年（昭和3年）11月3日：奈良電気鉄道の桃山御陵前 - 西大寺（現・大和西大寺）間開通時に開業[2]。駅名は当時の富野荘村より。
- 1963年（昭和38年）10月1日：会社合併により近畿日本鉄道京都線の駅となる[2]。
- 2007年（平成19年）4月1日：ICカード「PiTaPa」使用開始[3]。
- 2024年（令和6年）1月10日：終日無人駅化[4]。

## 駅構造
相対式2面2線のホームを持つ地上駅。改札・コンコースは地下、ホームは地上にあり、改札口および駅入口は東西2ヶ所にある。トイレは2番線ホームに設置されている。ホーム有効長は6両。
無人駅で、PiTaPa・ICOCA対応の自動改札機および自動精算機（回数券カードおよびICカードのチャージに対応）が設置されている。

### のりば
| のりば | 路線     | 方向 | 行先               |
| ------ | -------- | ---- | ------------------ |
| 1      | B 京都線 | 下り | 橿原神宮前方面     |
| 2      | B 京都線 | 上り | 京都・国際会館方面 |

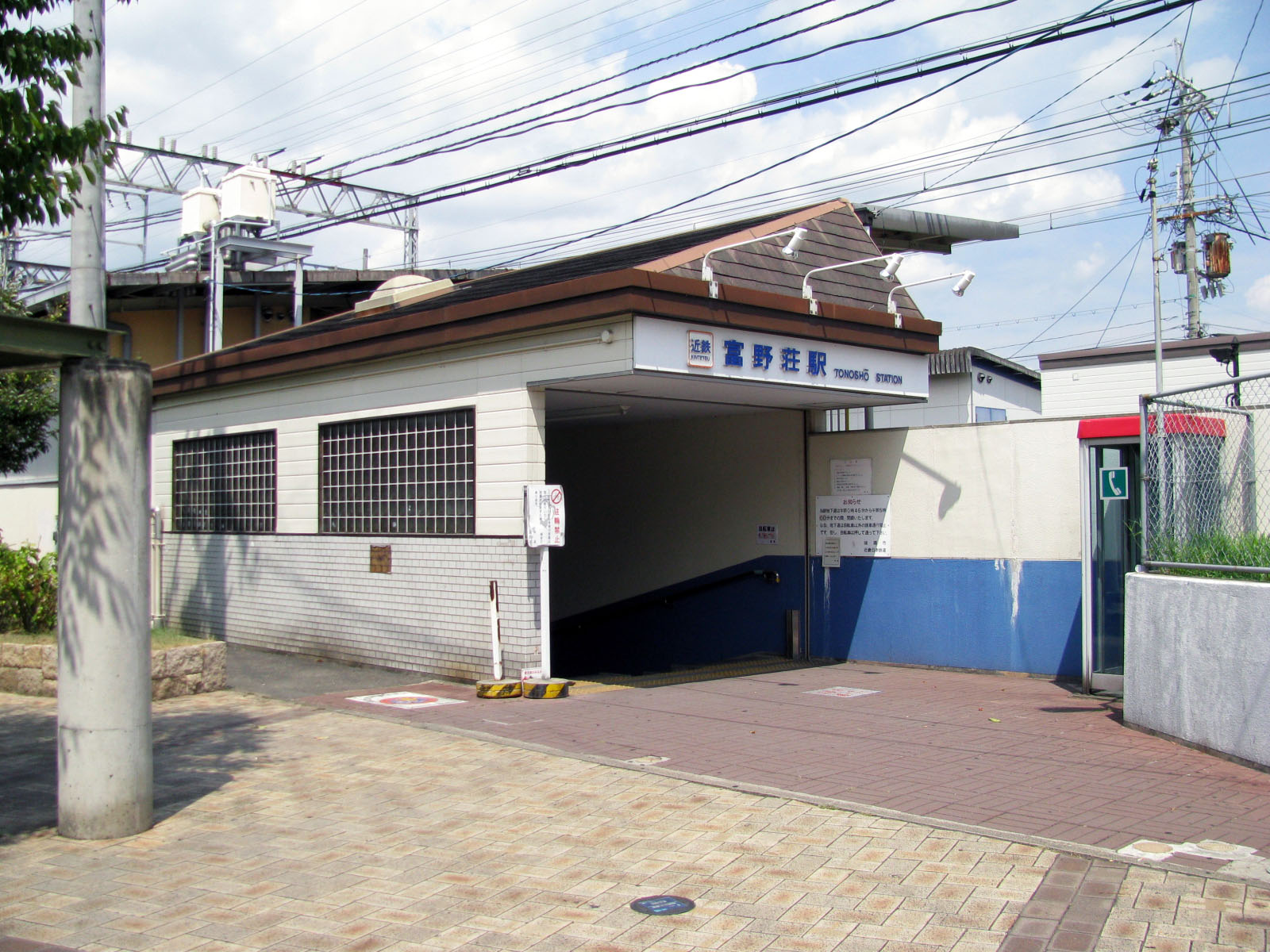
駅出入口
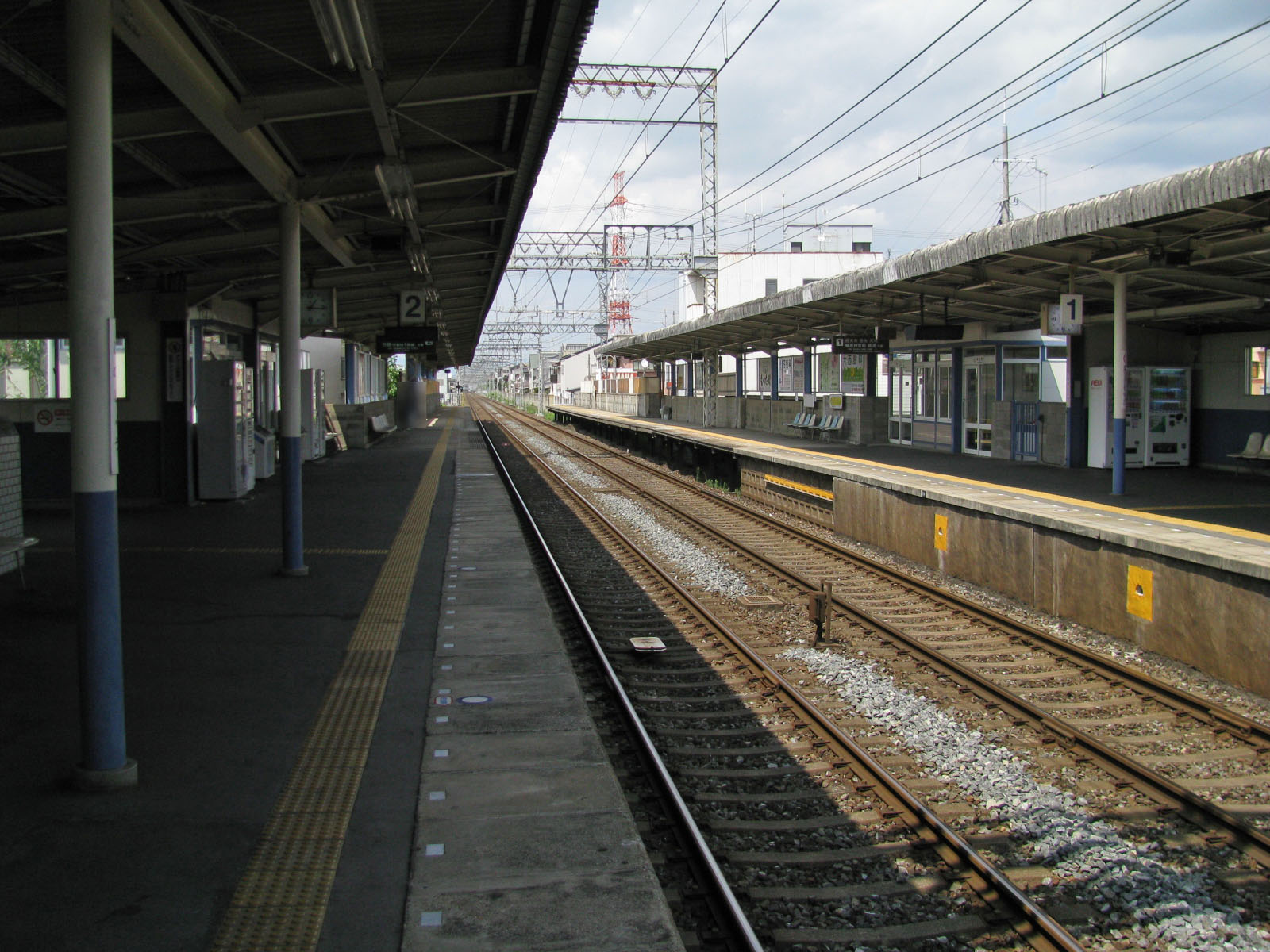
ホーム

## 利用状況
2023年11月7日における1日乗降人員は5,184人である。
近年の1日乗降人員の調査結果は以下の通り。
| 年度               | 特定日   | 特定日   | 年間     | 出典        | 出典          | 出典          |
| 年度               | 調査日   | 乗降人員 | 乗車人員 | 近鉄        | 京都府        | 城陽市        |
| ------------------ | -------- | -------- | -------- | ----------- | ------------- | ------------- |
| 1991年（平成03年） | -        | -        | 2,151    |             | [ 京都府 1 ]  |               |
| 1992年（平成04年） | -        | -        | 2,125    |             | [ 京都府 2 ]  |               |
| 1993年（平成05年） | -        | -        | 2,092    |             | [ 京都府 3 ]  |               |
| 1994年（平成06年） | -        | -        | 2,048    |             | [ 京都府 4 ]  |               |
| 1995年（平成07年） | -        | -        | 2,065    |             | [ 京都府 5 ]  |               |
| 1996年（平成08年） | -        | -        | 2,032    |             | [ 京都府 6 ]  |               |
| 1997年（平成09年） | -        | -        | 1,966    |             | [ 京都府 7 ]  |               |
| 1998年（平成10年） | -        | -        | 1,897    |             | [ 京都府 8 ]  |               |
| 1999年（平成11年） | -        | -        | 1,809    |             | [ 京都府 9 ]  |               |
| 2000年（平成12年） | 11月07日 | 8,803    | 1,729    | [ 近鉄 1 ]  | [ 京都府 10 ] | [ 城陽市 1 ]  |
| 2001年（平成13年） | -        | -        | 1,650    |             | [ 京都府 11 ] | [ 城陽市 1 ]  |
| 2002年（平成14年） | -        | -        | 1,610    |             | [ 京都府 12 ] | [ 城陽市 1 ]  |
| 2003年（平成15年） | 11月11日 | 8,144    | 1,553    | [ 近鉄 2 ]  | [ 京都府 13 ] | [ 城陽市 1 ]  |
| 2004年（平成16年） | -        | -        | 1,503    |             | [ 京都府 14 ] | [ 城陽市 1 ]  |
| 2005年（平成17年） | 11月08日 | 7,853    | 1,495    | [ 近鉄 3 ]  | [ 京都府 15 ] | [ 城陽市 2 ]  |
| 2006年（平成18年） | -        | -        | 1,500    |             | [ 京都府 16 ] | [ 城陽市 3 ]  |
| 2007年（平成19年） | -        | -        | 1,477    |             | [ 京都府 17 ] | [ 城陽市 4 ]  |
| 2008年（平成20年） | 11月18日 | 7,547    | 1,463    |             | [ 京都府 18 ] | [ 城陽市 5 ]  |
| 2009年（平成21年） | -        | -        | 1,393    |             | [ 京都府 19 ] | [ 城陽市 6 ]  |
| 2010年（平成22年） | 11月09日 | 7,324    | 1,370    | [ 近鉄 4 ]  | [ 京都府 20 ] | [ 城陽市 7 ]  |
| 2011年（平成23年） | -        | -        | 1,363    |             | [ 京都府 21 ] | [ 城陽市 8 ]  |
| 2012年（平成24年） | 11月13日 | 6,896    | 1,323    | [ 近鉄 5 ]  | [ 京都府 22 ] | [ 城陽市 9 ]  |
| 2013年（平成25年） | -        | -        | 1,294    |             | [ 京都府 23 ] | [ 城陽市 10 ] |
| 2014年（平成26年） | -        | -        | 1,265    |             | [ 京都府 24 ] | [ 城陽市 11 ] |
| 2015年（平成27年） | 11月10日 | 6,613    | 1,284    | [ 近鉄 6 ]  | [ 京都府 25 ] | [ 城陽市 12 ] |
| 2016年（平成28年） | -        | -        | 1,272    |             | [ 京都府 26 ] | [ 城陽市 13 ] |
| 2017年（平成29年） | -        | -        | 1,253    |             | [ 京都府 27 ] | [ 城陽市 14 ] |
| 2018年（平成30年） | 11月13日 | 6,307    | 1,254    | [ 近鉄 7 ]  | [ 京都府 28 ] | [ 城陽市 15 ] |
| 2019年（令和元年） | -        | -        | 1,273    |             | [ 京都府 29 ] | [ 城陽市 16 ] |
| 2020年（令和02年） | -        | -        | 981      |             | [ 京都府 30 ] | [ 城陽市 17 ] |
| 2021年（令和03年） | 11月09日 | 5,388    | 1,043    | [ 近鉄 8 ]  | [ 京都府 31 ] | [ 城陽市 18 ] |
| 2022年（令和04年） | 11月08日 | 5,500    | 1,104    | [ 近鉄 9 ]  | [ 京都府 32 ] | [ 城陽市 19 ] |
| 2023年（令和05年） | 11月07日 | 5,184    |          | [ 近鉄 10 ] |               |               |

## 駅周辺
- 京都府立西城陽高等学校
- 城陽市立今池小学校
- 今池コミュニティセンター
  - 城陽市立図書館 今池コミュニティセンター図書室
- 南部コミュニティセンター
  - 城陽市立図書館 南部コミュニティセンター図書室
- 城陽富野郵便局
- 阿弥陀寺 - 所蔵する薬師如来立像とともに国重要文化財に指定されている[6]。
- 極楽寺 - 所蔵する阿弥陀如来立像は国重要文化財に指定されている[6]。
- 富士書房 富野荘店
- 京都府道253号富野荘停車場線
- 京都府道251号富野荘八幡線
- 木津川
  - 木津川橋梁

## バス路線
城陽さんさんバス
- プラムイン城陽長池線　 アル・プラザ城陽／水主団地方面
  - 運行間隔は1時間おきとなっている。また、京都京阪バスにより運行されているため、ICOCA等の交通系ICカードが使用可能である。

## 隣の駅
近畿日本鉄道
B 京都線
■急行
通過
■準急・■普通
寺田駅 (B14) - 富野荘駅 (B15) - 新田辺駅 (B16)
- 1974年（昭和49年）まで、当駅と新田辺駅の間に臨時駅の木津川駅が存在した。
- 括弧内は駅番号を示している。

### 記事本文